# フランク・エリオット (俳優)
フランク・エリオット（Frank Elliott、1880年2月11日 - 1970年7月）は、イギリスの俳優。

## 出演作品
- 夜霧の怪盗
- 巴里選手
- ふしだらな女（ジョンの父）
- ダーク・エンゼル
- 鉄壁突破
- 金魚娘
- 我が恋捨てて
- 秘密
- 青春の血に燃えて
- 男子改造
- 白絹の女
- ウィリアムの結婚
- 白魚賊
- 再生の恋
- 凡ての女に一度
- 真紅の影
- 大洋の果て
- 楽し我家